# Blue eyed soul
Blue eyed soul (o white soul) és un terme genèric utilitzat per a referir-se a la música soul interpretada per blancs. D'altra banda, tampoc es tracta d'un estil concret de música, ja que s'ha aplicat este terme per a referir-se a distints grups d'artistes i grups des de la dècada de 1960:
- Cantants blancs del R&B "mainstream" com Teena Marie, Christina Aguilera, Jonathan Buck, Michael McDonald, Hall & Oates, Mariah Carei, George Michael, Amy Winehouse, Duffy i Joss Stone.
- A finals de la dècada de 1980 la premsa britànica va començar a utilitzar-ho també per a referir-se a una generació d'artistes britànics (entre els que estaven Alison Moyet, Simply Red, Human League, Rick Astley, Spandau Ballet i Culture Club) que unien elements dels estils clàssics Motown i Stax del Soul.[4]

No obstant això, el "white soul", com se li anomenava als ´60 i principis dels ´70, s'aplicava a cantants blancs l'estil dels quals estava molt influenciat pel R&B de l'època. S'aplicava a artistes com Eric Burdon, Dusty Springfield i Van Morrison al principi, per a evolucionar més tard a través d'altres com The Box Tops, Robert Palmer o Joe Cocker. En alguns casos (destacant The Flaming Ember i The Young Rascals) els artistes passaven per membres de raça negra en la ràdio (moltes vegades de forma deliberada per a no perdre a l'audiència de raça negra que rebutjava, sovint, aquests artistes).
En menor grau aquesta etiqueta se li pot aplicar a altres gèneres musicals derivats del verdader soul (com el dirty pop, l'urban o el hip-hop soul) així com a artistes inspirats pel soul i les composicions del qual entren i eixen del gènere, com Justin Timberlake, Kelly Clarkson i JoJo, entre d'altres.